# Сиренево
Сире́нево — посёлок в Зеленоградском районе Калининградской области. Входит в состав Ковровского сельского поселения.

## Население
| 2002 | 2010 |
| ---- | ---- |
| 132  | ↘111 |

## История
Населенный пункт Айссельбиттен в 1946 году был переименован в поселок Сиренево.